# Odred za nestale (televizijska serija)
Odred za nestale (njemački: Letzte Spur Berlin) njemačka je televizijska serija emitirana od 20. travnja 2012. na kanalu ZDF. Serija će nakon 13. sezone, 2024. godine završiti snimanje novih epizoda, kao razlog ZDF televizija u siječnju 2023. navela je da želi više ulagati u ponudu za mlađi uzrast, pa zbog toga mora odustati od mnogih projekata.
U Hrvatskoj se serija prikazuje od 30. siječnja 2023. na Doma TV.

## Radnja
Serija je smještena u Berlinu u izmišljenom Državnom uredu za kriminalističko istraživanje njemačke prijestolnice pod nazivom LKAS koji radi samostalno, pokušava razjasniti sudbinu nedavno nestalih ljudi; Glavni inspektor Oliver Radek, detektivka Mina Amiri i povjerenica Sandra Reiß čine tim istražitelja.

## Glumačka postava

### Glavni likovi
- Hans-Werner Meyer kao Oliver Radek, glavni policijski nadzornik (sez. 1 - danas)
- Jasmin Tabatabai kao Mina Amiri, glavna policijska nadzornica (sez. 1 - danas)
- Josephin Busch kao Lucy Elbe, policijska inspektorica (sez. 5 - danas)
- Aleksandar Radenković kao Alexander von Tal, policijski nadzornik (sez. 7 - danas)

### Bivši
- Florian Panzner kao Daniel Prinz, policijski nadzornik (sez. 1 - 4)
- Susanne Bormann kao Sandra Reiß, glavna policijska nadzornica (sez. 1 - 5)
- Julia Thurnau kao Caro Haffner, policijska inspektorica (sez. 3 - 4)
- Bert Tischendorf kao Mark Lohmann, policijski nadzornik (sez. 4 - 7)
- Paula Kalenberg kao Jessica Papst, policijska inspektorica (sezona 9)
- Andreas Leupold kao Richard Hanke, glavni policijski nadzornik (sezona 11)

## Sezone
| Sezona | Sezona   | Epizoda | Njemačko prikazivanje | Njemačko prikazivanje | Hrvatsko prikazivanje | Hrvatsko prikazivanje |
| Sezona | Sezona   | Epizoda | Premijera             | Finale                | Premijera             | Finale                |
| ------ | -------- | ------- | --------------------- | --------------------- | --------------------- | --------------------- |
|        | 1        | 6       | 20. travnja 2012.     | 25. svibnja 2012.     | 30. siječnja 2023.    | 6. veljače 2023.      |
|        | 2        | 12      | 5. travnja 2013.      | 18. listopada 2013.   | 7. veljače 2023.      | 22. veljače 2023.     |
|        | 3        | 12      | 7. ožujka 2014.       | 30. svibnja 2014.     | 23. veljače 2023.     | 10. ožujka 2023.      |
|        | 4        | 12      | 10. travnja 2015.     | 3. srpnja 2015.       |                       |                       |
|        | 5        | 11      | 26. veljače 2016.     | 6. svibnja 2016.      |                       |                       |
|        | 6        | 12      | 3. ožujka 2017.       | 26. svibnja 2017.     |                       |                       |
|        | 7        | 12      | 23. veljače 2018.     | 11. svibnja 2018.     |                       |                       |
|        | 8        | 12      | 1. ožujka 2019.       | 24. svibnja 2019.     |                       |                       |
|        | 9        | 13      | 28. veljače 2020.     | 29. svibnja 2020.     |                       |                       |
|        | 10       | 12      | 12. ožujka 2021.      | 4. lipnja 2021.       |                       |                       |
|        | Specijal | 2       | 9. listopada 2021.    | 9. listopada 2021.    |                       |                       |
|        | 11       | 12      | 25. ožujka 2022.      | 17. lipnja 2022.      |                       |                       |
|        | 12       | 12      | 24. ožujka 2023.      | 16. lipnja 2023.      |                       |                       |
|        | 13       | 12      | 1. ožujka 2024.       | 24. svibnja 2024.     |                       |                       |

## Vanjske poveznice
- Službena stranica na zdf.de (njem.)
- Službena stranica na domatv.dnevnik.hr (hrv.)
- Letzte Spur Berlin u internetskoj bazi filmova IMDb-a (engl.)